# Аргазинське водосховище
Аргазинське водосховище (рос. Аргазинское водохранилище; башк. Арғужа һыуһаҡлағысы) — штучна водойма, створена в 1939-1946 на річці Міас у ході будівництва греблі Аргазинської ГЕС на території Аргаяшського району Челябінської області в Росії. Найбільша водойма Челябінської області. При затопленні до складу водосховища увійшло озеро Аргази, від назви якого іменується водосховище.. Площа поверхні — 84,4 км². Повний об'єм води — 0,9661 км³. Площа водозбірного басейну — 2800 км². Висота над рівнем моря — 270 м.
Розташовується на територіях Карабашського міського округу й Аргаяшського муніципального району Челябінської області.
Водосховище багаторічного регулювання. Берегова лінія непостійна (за рахунок змін рівня води до 6 метрів), звивиста, з численними затоками, майже до самої води підступають соснові і березові ліси. На водосховищі розташована велика кількість островів.

## Використання

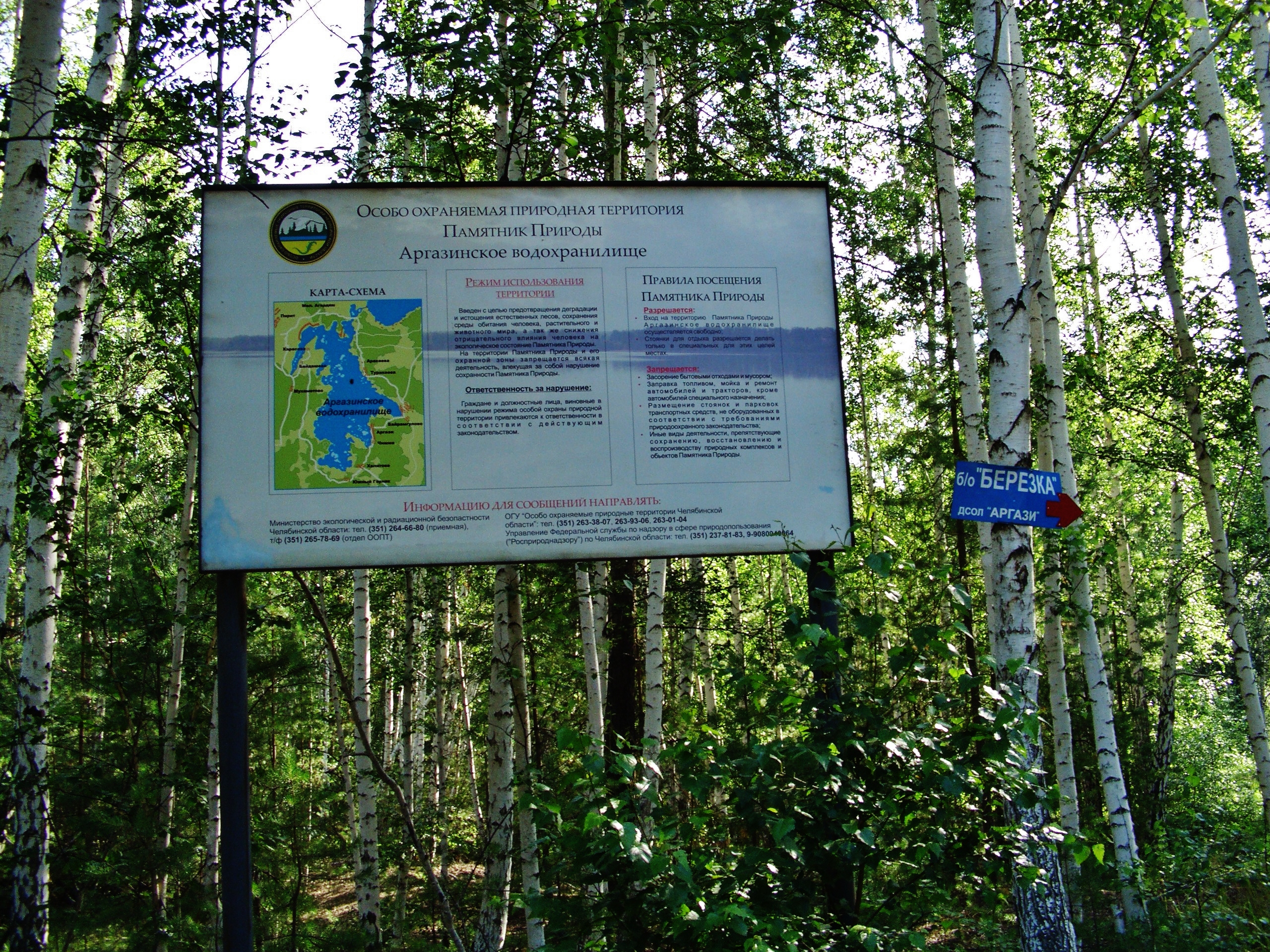
Інформаційна табличка

Аргазинське водосховище є гідрологічною пам'ятником природи, має статус природної території, що особливо охороняється. Має місце антропогенне забруднення стоками хвостосховища, шламосховища і шлаковідвалу «Карабашмеді» і господарсько-побутовими стоками м. Карабаша. що надходять у водосховище за допомогою річок Сак-Єлга (ліва притока Міаса) і Ольховка (права притока Аткуса).
Маючи розташування вище Шершневського водосховища, Аргазинське водосховище служить основним резервуаром питної води для Челябінська.
Має рекреаційне значення: на берегах водосховища розташовані бази відпочинку.
Популярне місце риболовлі. У водосховищі водяться різноманітні породи риб: щука, в'язь, чебак (плітка), окунь, минь, сиг, лящ, лин, судак, йорж. Аргазинське водосховище є основною рипусовою базою. Зустрічаються поодинокі екземпляри коропа, осетра, райдужної та струмкової форелі (потрапляє з річки Великий Кіалим, що впадає в Міас трохи вище водосховища).
Зустрічаються у водосховищі і по берегах рідкісні тварини і рослини: гребінчастий тритон (лат. Triturus cristatus), звичайний таймень (лат. Hucho taimen), ковила пухнастолиста (лат. Stipa dasyphylla) — включені в Червону книгу Челябінської області, а предкавказька кумжа (лат. Salmo trutta ciscaucasicus), її реліктова прісноводна форма (струмкова форель), звичайний таймень і ковила опушеннолистна ще й занесені в Червону книгу Росії.

## Населені пункти
На берегах водосховища розташовані села:
- Байдашево
- Карасево
- Туракаєва/Аракаєва
- Аргази
- Чишма
- Халитова
- Байрамгулово

## Водосховище в культурі
Існує башкирська народна пісня Аргази (башк. Арғужа) про озеро, яке перетворилось потім на водосховище.

## Галерея

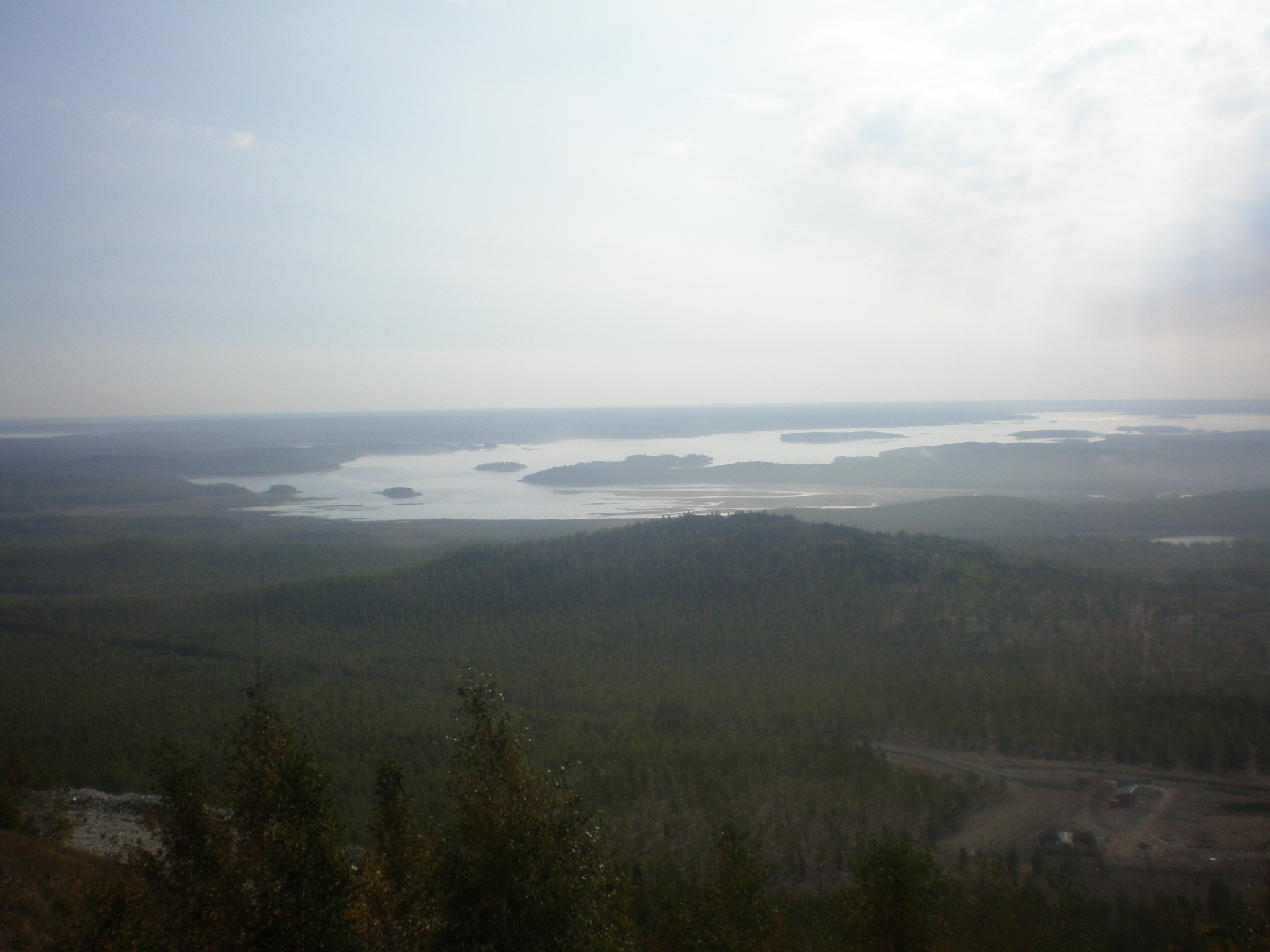
Аргазинське водосховище з гори Карабаш
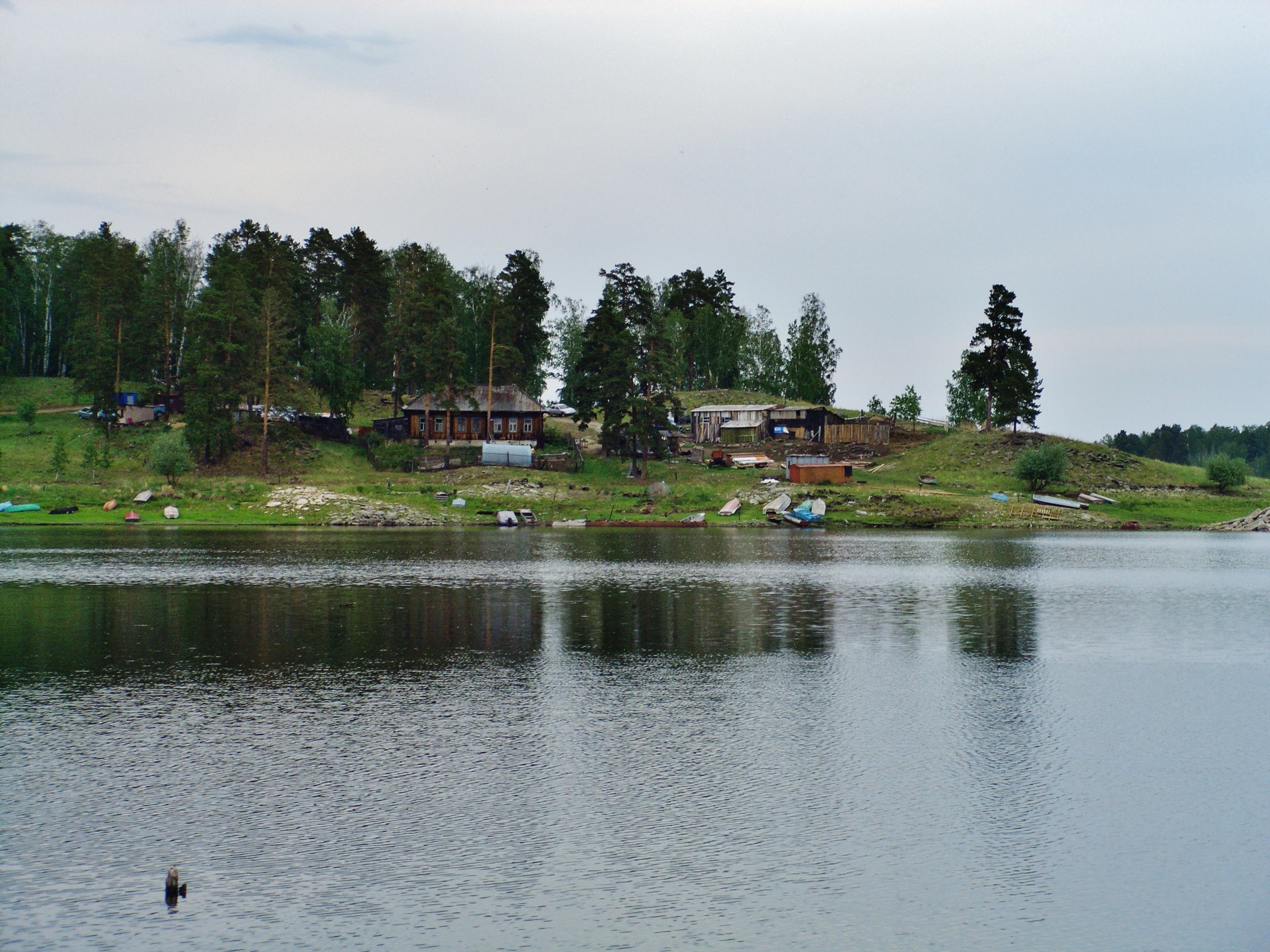
Аргазинське водосховище
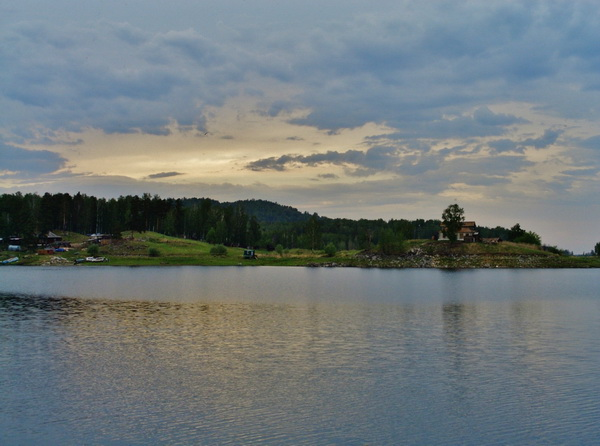
Аргазинське водосховище
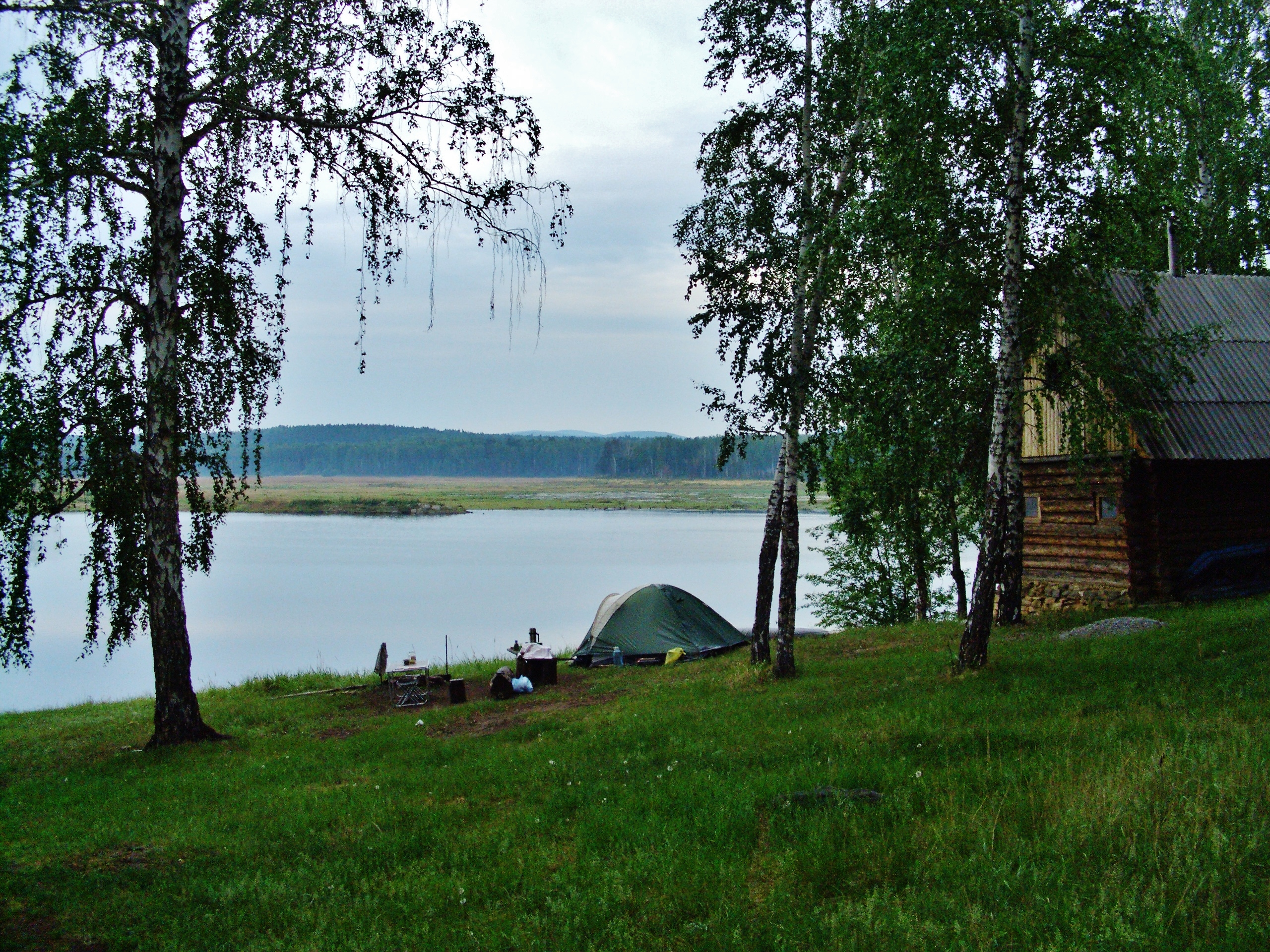
Аргазинське водосховище
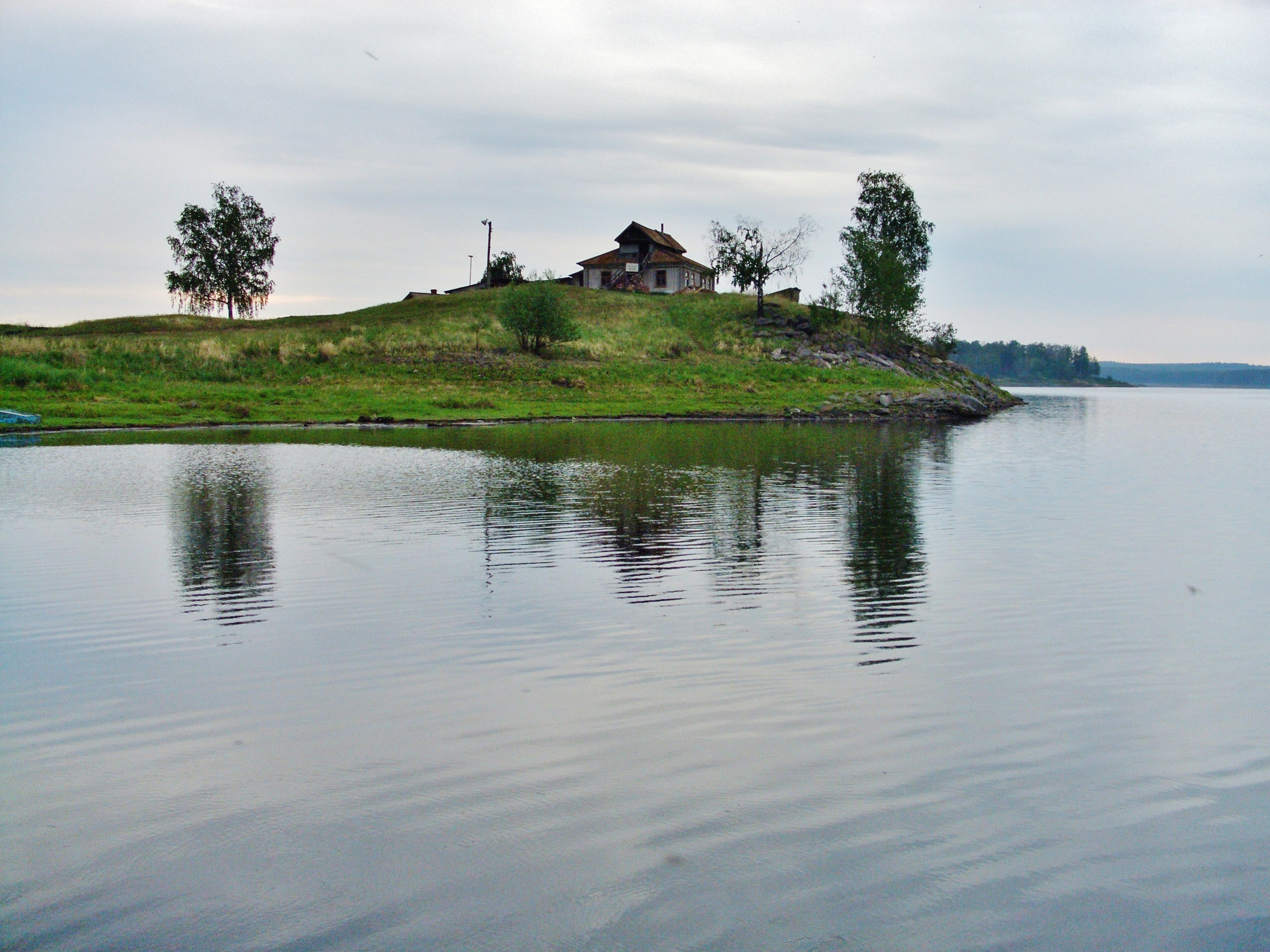
Аргазинське водосховище
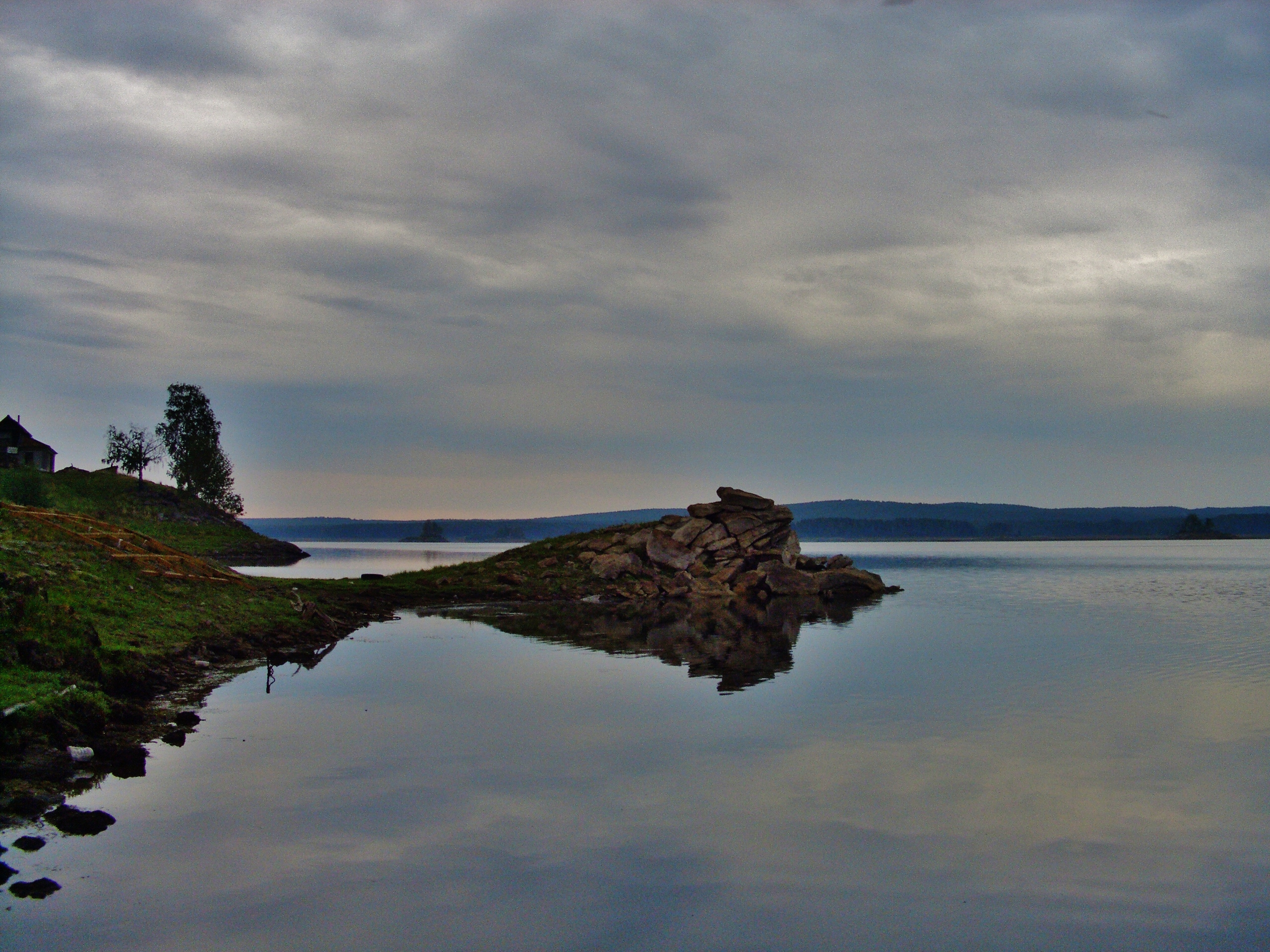
Аргазинське водосховище